# Bezirk Kaplitz

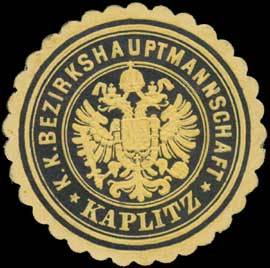
Bezirkshauptmannschaft Kaplitz – Siegelmarke

Der Bezirk Kaplitz (tschechisch Okresní hejtmanství Kaplice) war ein Politischer Bezirk im Königreich Böhmen. Der Bezirk umfasste Gebiete im Süden Böhmens, die heute Teil des Okres České Budějovice bzw. des Okres Český Krumlov sind und an der Grenze zu Österreich liegen. Sitz der Bezirkshauptmannschaft war die Stadt Kaplitz (Kaplice).

## Geschichte
Die modernen, politischen Bezirke der Habsburgermonarchie wurden 1868 im Zuge der Trennung der politischen von der judikativen Verwaltung geschaffen.
Der Bezirk Kaplitz wurde 1868 aus den Gerichtsbezirken Kaplitz (tschechisch: soudní okres Kaplice), Hohenfurth (Vyšší Brod) und Gratzen (Nové Hrady) gebildet.
Im Bezirk Kaplitz lebten 1869 53.968 Personen, wobei der Bezirk ein Gebiet von 15,7 Quadratmeilen und 63 Gemeinden umfasste.
1900 beherbergte der Bezirk 53.600 Menschen, die auf einer Fläche von 905,78 km² bzw. in 77 Gemeinden lebten.
Der Bezirk Kaplitz umfasste 1910 eine Fläche von 905,76 km² und eine Bevölkerung von 53.796 Personen. Von den Einwohnern hatten 50.840 Deutsch als Umgangssprache angegeben. Weiters lebten im Bezirk 2.848 Tschechischsprachige und 108 Anderssprachige oder Staatsfremde. 72 % der tschechischsprachigen Minderheit lebte dabei im Gerichtsbezirk Kaplitz. Zum Bezirk gehörten drei Gerichtsbezirke mit insgesamt 78 Gemeinden bzw. 101 Katastralgemeinden.
Das Gebiet war nach dem Ersten Weltkrieg der Tschechoslowakei zugeschlagen worden. 1939 erfolgte die Eingliederung als Landkreis Kaplitz mit 84 Gemeinden in den Reichsgau Oberdonau des Dritten Reiches. Nach Ende des Zweiten Weltkriegs wurde das Gebiet 1945 wieder der Tschechoslowakei übertragen und ist seit 1993 ein Teil Tschechiens.

## Gemeinden
Der Bezirk Kaplitz umfasste Ende 1914 die 78 Gemeinden Böhmdorf (Byňov), Ziering (Čeřín), Zettwing (Cetvina), Rauhenschlag (Chlupatá Ves), Dluhe (Dlouhá), Langstrobnitz (Dlouhá Stropnice), Ottenschlag (Dluhoště), Brünnl (Dobrá Voda), Unterschlagl (Dolní Drkolná), Unterhaid (Dolní Dvořiště), Untersinetschlag (Dolní Příbraní), Friedberg (Frimburk), Hardetschlag (Hartunkov), Vorderheuraffl (Hejrov), Gerbetschlag (Herbertov), Liebesdorf (Hněvanov), Heilbrunn (Hojná Voda), Oberhaid (Horní Dvořiště), Obergallitsch (Horní Kaliště), Strobnitz (Horní Stropnice), Radischen (Hradiště), Julienhain (Hranice),
Ruckendorf (Hrudkov), Wadetstift (Hruštice), Jarmirn (Jaroměř), Kodetschlag (Jenín), Böhmisch Gillowitz (Český Jílovice), Sacherles (Kamenná), Kaplitz (Kaplice), Gollnetschlag (Klení), Schönfelden (Krásná Pole), Hermannschlag (Kuří), Litschau (Ličov), Luschnitz (Lužnice), Meinetschlag (Malonty), Uhretschlag (Meziříčí), Böhmdorf (Mikulov), Minichschlag (Mnichovice), Pernlesdorf (Mostky), Kropfschlag (Mýtiny), Gratzen (Nové Hrady), Umlowitz (Omlenice), Wörles (Ostrov), Reiterschlag (Pasečná), Buchers (Puchéř), Großporeschin (Velký Pořešín), Rappetschlag (Rapotice), Rosenberg (Rožmberk), Rosenthal (Rožmitál), Zartlesdorf (Rybník), Reichenau an der Maltsch (Rychnov nad Malší), Deutsch Reichenau (Rychnov), Scheiben (Šejby), Luppetsching (Slupečná), Oemau (Soběnov), Althütten (Staré Hutě), Wienau (Štiptoň), Kaltenbrunn (Studánky), Suchenthal (Suchdol), Wadetschlag (Svatonina Lhota), Zweiendorf (Svébohy), Oppolz (Tichá), Niederthal (Údolí), Waldetschlag (Valtéřov), Piberschlag (Veveří), Schömersdorf (Všeměřice), Hohenfurth (Vyšší Brod), Haag (Zahrádka), Sohors (Žár), Sohorz (Žďár), Lodus (Lhotka) und Sonnberg (Žumberk).